# .tc
.tc és el domini de primer nivell territorial (ccTLD) de les Illes Turks i Caicos.